# Kamalnagar
Kamalnagar es un subdistrito (upazila) del distrito (zila) de Lakshmipur, de la región de Chittagong, en Bangladés, con una población censada en marzo de 2011 de 222 915 habitantes.
Se encuentra ubicado en el centro-sur del país, junto a la desembocadura del río Meghna en el golfo de Bengala.